# Scott Frantz
L. Scott Frantz amtlich Leroy Scott Frantz (* 29. Juni 1960 in Hartford, Connecticut) ist ein US-amerikanischer Unternehmer und Politiker. Er war für die Republikanische Partei von 2009 bis 2019 Mitglied des Senats von Connecticut.

## Leben
Frantz wurde als Sohn des Unternehmers Leroy Frantz, Jr. (1927–2002) und dessen ersten Frau Ann Kurth Haebler (verstorben 1988) in Hartford, Connecticut geboren. Frantz’ Vorfahren väterlicherseits stammen aus Hilterfingen im Kanton Bern und sind um 1747 in die Province of Pennsylvania eingewandert.
Der Großvater mütterlicherseits war William T. Haebler, Begründer und Teilhaber des börsennotierten Unternehmens International Flavors & Fragrances (IFF). Sein Vater Leroy war ein Manager in dieser Firma, wo er auch in Kontakt mit seiner Frau kam. Das Frantz’ Family Office, Haebler Capital, wurde 1965 auf der Basis seines Großvaters gegründet, welcher auch Namensgeber ebenjener Firma war. Frantz’ Vater gehörten zudem zeitweise die niederländische Fluggesellschaft Transavia Airlines und Marina America, eine Werft, in Stamford, Connecticut. Er hatte zwei Brüder, der jüngere starb bei einem Helikopter Absturz.
Frantz besuchte The Hotchkiss School, eine Privatschule in Salisbury und absolvierte danach ein Studium (AB) in Politikwissenschaften an der renommierten Princeton University in Princeton, New Jersey. Später absolvierte er einen MBA der Tuck School of Business am Dartmouth College.

## Politik und Karriere
Frantz wurde für die Republikanische Partei 2008 erstmalig in den Senat von Connecticut gewählt. Er repräsentierte den 36. Distrikt welcher Greenwich, Stamford und New Canaan umfasst. Im Jahre 2018 verlor er jedoch den Sitz, nach 90-jähriger Periode, erstmals an seine demokratische Kontrahentin Alexandra Bergstein. Nach seinem Studium arbeitete Frantz zunächst im M&A-Bereich des Bankers Trust. Danach war er im Bereich Venture Capital aktiv.
Er war zudem Verwaltungsratsmitglied des Bradley International Airport, des größten Flughafens von Connecticut, in Windsor Locks sowie Präsident der Connecticut Development Authority von 2003 bis 2008. Heute ist Frantz als selbständiger Investor in diversen Bereichen aktiv und verwaltet sein Vermögen über das Family Office Haebler Capital in Greenwich.

## Privates
Am 18. Dezember 1993 heiratete er Allison Hanley, genannt Icy, welche ebenfalls aus Greenwich stammte. Ihr Vater war William L. Hanley, Jr., ein Unternehmer (Ziegel, Petroleum), Lokalpolitiker und enger Vertrauter von Ronald Reagan.
Frantz hat vier Kinder und lebt in Riverside, einem Ortsteil von Greenwich.